# Titularbistum Belesasa
Belesasa ist ein Titularbistum der römisch-katholischen Kirche. 
Das Bistum Belesasa war in Numidien angesiedelt, einer historischen Landschaft in Nordafrika, die weite Teile der heutigen Staaten Tunesien und Algerien umfasst.
| Titularbischöfe von Belesasa |                                    |                                                                |                   |                  |
| Nr.                          | Name                               | Amt                                                            | von               | bis              |
| 1                            | Gaston Hains                       | Weihbischof in Saint-Hyacinthe (Kanada)                        | 28. August 1964   | 31. Oktober 1968 |
| 2                            | Jesús Humberto Velázquez Garay     | Weihbischof in Culiacán (Mexiko)                               | 10. Februar 1983  | 28. April 1988   |
| 3                            | Héctor Miguel Cabrejos Vidarte OFM | Weihbischof in Lima Militärbischof im Militärordinariat (Peru) | 20. Juni 1988     | 7. März 1998     |
| 4                            | Joseph Angelo Grech                | Weihbischof in Melbourne (Australien)                          | 27. November 1998 | 8. März 2001     |
| 5                            | Joachim Mbadu Kikhela Kupika       | emeritierter Bischof von Boma (Demokratische Republik Kongo)   | 21. Mai 2001      | 12. März 2019    |
| 6                            | Pascual Limachi Ortiz              | Weihbischof in El Alto (Bolivien)                              | 16. April 2019    | 10. Februar 2021 |
| 7                            | Pius Sin Hozol                     | Weihbischof in Pusan (Südkorea)                                | 22. Mai 2021      |                  |